# Paradisier de Berlepsch
Parotia berlepschi
Espèce
Statut de conservation UICN

 LC  : Préoccupation mineure
Le Paradisier de Berlepsch (Parotia berlepschi) est une espèce d'oiseaux de la famille des Paradisaeidae.
Il porte le nom de l’ornithologue allemand du XIXe siècle, Hans von Berlepsch.

## Taxonomie
En 1885, le musée privé de l’allemand Hans von Berlepsch obtient deux spécimens de paradisiers mâles du genre Parotia. On pense qu’il s’agit d’une nouvelle forme étroitement apparentée à Parotia carolae. Ils proviennent du négoce de marchands de plume hollandais vivant en Indonésie. Les spécimens sont des peaux de provenance inconnue mais tout laisse à penser qu’ils pourraient provenir de la région occidentale de la Nouvelle-Guinée où ces négociants hollandais font régulièrement des affaires avec des chasseurs et des commerçants autochtones.
En 1897, à partir de ces deux spécimens, l’ornithologue allemand Kleinschmidt décrit une nouvelle espèce qu'il baptise Parotia berlepschi en l'honneur du comte von Berlepsch. Il fait valoir que Parotia berlepschi présente plusieurs caractères qui le différencient de Parotia carolae : un bec plus épais et plus incurvé, une gorge et des joues noires, un cercle oculaire plus petit et plus foncé,  une couronne plus sombre et un éclat brun doré au niveau du cou.

## Distribution
Après les travaux de Kleinschmidt, la localisation de cette espèce reste très longtemps mystérieuse.
Pendant plus d’un siècle et malgré plusieurs expéditions scientifiques en Papouasie indonésienne, l’aire de distribution de ce paradisier reste inconnue.
En 1979 et 1981, Jared Diamond devient le premier ornithologue à explorer les hauteurs des montagnes inhabitées de Foja. La découverte la plus célèbre de son séjour dans cette région est la découverte du très recherché Jardinier à front d'or, un oiseau qui se trouvait dans le même état d’incertitude que le paradisier de Berlepsch, c’est-à-dire dont seuls existaient quelques spécimens énigmatiques d’origine géographique inconnue, obtenus à peu près à la même époque que les peaux de Parotia berlepschi. Diamond rencontre aussi plusieurs femelles d’oiseaux de paradis du genre Parotia, qu'il identifie comme appartenant au groupe Parotia carolae. Cette observation, combinée à la découverte du Jardinier à front d'or, conduit Diamond à émettre l'hypothèse que les montagnes de Foja sont également le lieu de résidence géographique du paradisier de Berlepsch.
Il faudra finalement attendre encore près de 25 ans avant qu’une expédition menée en décembre 2005, sous l’égide de l’organisation Conservation International et composée de scientifiques australiens, américains et indonésiens, permette de confirmer que les monts Foja sont la patrie de Parotia berlepschi. Plusieurs mâles adultes y sont observés. L’équipe réussit même à prendre les premières photos d’un mâle dans son habitat naturel. De nouvelles investigations menées en 2007 et 2008 permettent d’en réaliser des observations détaillées et des enregistrements audiovisuels.

## Description
Le Paradisier de Berlepsch est un oiseau de taille moyenne. Le mâle a les parties supérieures noires et brunes, des plumes blanches bien visibles sur les flancs, des plumes vert-cuivré iridescentes sur le poitrail. Il porte, sur la tête, six longues plumes très fines en forme de fil terminées par un petit plumeau, particularité de tous les paradisiers mâles du genre Parotia. La femelle, plus terne et ne disposant pas des six fines plumes de tête, a les parties inférieures finement rayées de blanc, les parties supérieures brunâtres et les ailes rousses.

## Habitat
Le paradisier de Berlepsch est endémique de la Papouasie indonésienne. Il réside dans une région de  moyenne montagne subtropicale humide, entre 1 300 et 1 700 m d’altitude, sur une aire estimée de 820 km2,.

## Alimentation
Aucune observation n'a été faite concernant le régime alimentaire, mais il est probablement similaire à celui d'autres espèces de Parotia, comprenant des fruits, drupes et fruits capsulaires, ainsi que des arthropodes occasionnels.

## Statut, conservation
BirdLife International (2018) attribue à cette espèce le statut de « préoccupation mineure » car, bien qu’elle ait une aire de répartition réduite, la population semble stable dans un contexte environnemental isolé et protégé de toute intervention extérieure.

## Différences entreParotia berlepschietParotia carolae[1]
Longtemps considéré comme une sous-espèce de Parotia carolae en raison du peu d’informations dont disposaient les ornithologues pendant plus d’un siècle à son sujet, Parotia berlepschi est bien connu et identifié depuis sa localisation en 2005. On peut distinguer six différences majeures entre les mâles des deux espèces :
1 - La crête frontale : la partie antérieure de la crête frontale est entièrement noire et sans extrémités blanches. En conséquence, les plumes du front bulbeux paraissent noires comme du velours. Seules les plumes postérieures, au-dessus des yeux, sont blanches, ce qui signifie que le seul blanc visible sur la tête de P. berlepschi est un minuscule patch sur la couronne au-dessus des yeux.
En revanche, P. carolae présente une ligne blanche bien visible qui va du front jusqu’à l’arrière de la tête. Cette ligne est créée par les extrémités blanc-argenté des touffes allongées qui se courbent vers l'intérieur, de chaque côté de la tête, pour se toucher le long de la ligne médiane du front.
2 – La couronne : P. berlepschi, tout comme P. carolae, a une tache de couronne brun cuivré très réfléchissante, sur le sommet de la tête. Dans la nature, cette tache est presque entièrement dissimulée sous la couronne noire.
En revanche, une grande partie de la tache brune est bien visible à tout moment sur la couronne de P. carolae.
3 - Marques faciales : Chez P. carolae, des taches faciales brun dorées réfléchissantes forment un marquage bien visible en forme de croissant devant chaque œil.
Chez P. berlepschi il n'y a pas de marquage devant l'œil mais une bande de couleur brun cuivré, en forme de diadème, qui couvre la couronne d'œil à œil, de sorte que le patch de couronne blanc argenté apparaît comme la pièce maîtresse de ce diadème.
4 - Joues, menton et gorge : Chez P. berlepschi, les joues sont noires, tandis que le menton et la gorge, y compris les "moustaches", sont brun foncé et les plumes plus courtes du menton sont noires. Les plumes de la gorge sont principalement de couleur brun rouille, avec un soupçon de blanc lorsque la gorge rejoint la partie supérieure de la poitrine.
Parmi les P. carolae on rencontre des variations dans la couleur des plumes des joues, du menton et de la gorge. Cependant, dans la plupart des membres du groupe P. carolae, les plumes des joues et de la gorge, y compris les "moustaches" allongées du menton et de la gorge, sont de couleur paille avec des reflets chamois.
5 - Couleur de l'iris : La couleur de l'iris de P. berlepschi est gris-bleu pâle avec un anneau extérieur orange terne.
En revanche, la couleur de l'iris de P. carolae est jaune citron avec un anneau intérieur subtil orange brûlé autour du bord de la pupille et un anneau extérieur jaune pâle.
6 - La nuque et le manteau : La nuque et la partie supérieure du manteau de P. berlepschi présentent un éclat brun cuivré bien visible, d'une intensité similaire à celle de la couleur brun cuivré de la tête, et sont visibles à tout moment. Chez P. carolae, la nuque et le manteau ont une très légère brillance brune visible uniquement de près et sous certains angles, mais dans la plupart des cas, le manteau de P. carolae apparaît noir.
Les femelles des deux espèces présentent aussi des différences. La femelle P. berlepschi se différencie de P. carolae au niveau des marques de la tête et de la couleur des yeux. P. berlepschi a un blanc plus étendu au milieu du front, qui s'étend presque jusqu'à l’avant de la calotte. La tache lorale brune est également plus étendue avec moins de blanc près de la base de la mandibule supérieure. Le sourcil s'étend plus loin sur la nuque, de sorte que celle de P. berlepschi est plus blanche que celle de P. carolae. Comme chez les mâles, l’œil  de la femelle P. berlepschi est gris-bleu pâle, ce qui contraste avec la couleur jaune des yeux de la femelle P. carolae.